# HD 185115
HD 185115 — звезда, которая находится в созвездии Лебедь. Она принадлежит рассеянному скоплению NGC 6811.

## Характеристики
HD 185115 — звезда 8,19 видимой звёздной величины; она не видна невооружённым глазом. Впервые в астрономической литературе упоминается в каталоге Генри Дрейпера, изданном в начале XX века. HD 185115 представляет собой жёлто-белый субгигант — звезду, в ядре которой практически закончился водород, необходимый для термоядерных процессов. Вместо водорода в ядре горит гелий, и в ближайшем будущем звезда станет расширяться, в конце концов превратившись в красный гигант. Температура поверхности HD 185115 составляет около 7050 кельвинов, что значительно выше, чем у нашего Солнца.
HD 185115 входит в рассеянное скопление NGC 6811 — группу из тысячи звёзд, гравитационно связанных между собой. Звезда также включена в каталог космического телескопа Кеплер под наименованием KIC 9775454, что означает возможное скорое обнаружение планет в данной системе. Пока же субзвёздных объектов в HD 185115 найдено не было.